# BIOS
BIOS (kratica za angleško Basic Input Output System, slovensko temeljni vhodno-izhodni sistem) je programska oprema, ki se nahaja v flash spominu zraven ROM-a in se izvede takoj po vklopu osebnega računalnika (PC). Omogoča nastavitve osnovnih parametrov strojne opreme in njeno testiranje  ter nalaganje operacijskega sistema ali zagonskega nalagalnika. BIOS ostane aktiven tudi ko je operacijski sistem že naložen. Služi kot vmesnik med strojno opremo in operacijskim sistemom. Tako lahko isti operacijski sistem deluje na različnih strojnih opremah. BIOS omogoča operacijskemu sistemu in ostali programski opremi dostop do strojne opreme oziroma delo z njo. Ob prvem zagonu ima BIOS tovarniške (privzete) nastavitve. Uporabnik osebnega računalnika si lahko nastavitve prilagodi svojim potrebam in svoji (dodatni) strojni opremi. Če želimo spreminjati nastavitve, moramo v zelo zgodnji fazi zagona pritisniti ustrezno kombinacijo tipk (običajno F2, Delete/Del ...). BIOS se lahko tudi posodablja. Posodobitve običajno najdemo na spletni strani proizvajalca. Baterija na matični plošči služi za pomnjenje ure, datuma in nastavitev. Kar pomeni, da če se baterija sprazni, se nastavitve v BIOS zbrišejo (zgubijo) oziroma se vrnejo na tovarniško nastavljene vrednosti.  